# Polystachya isochiloides
Polystachya isochiloides är en orkidéart som beskrevs av Victor Samuel Summerhayes. Polystachya isochiloides ingår i släktet Polystachya och familjen orkidéer. Inga underarter finns listade i Catalogue of Life.